# 木古内町

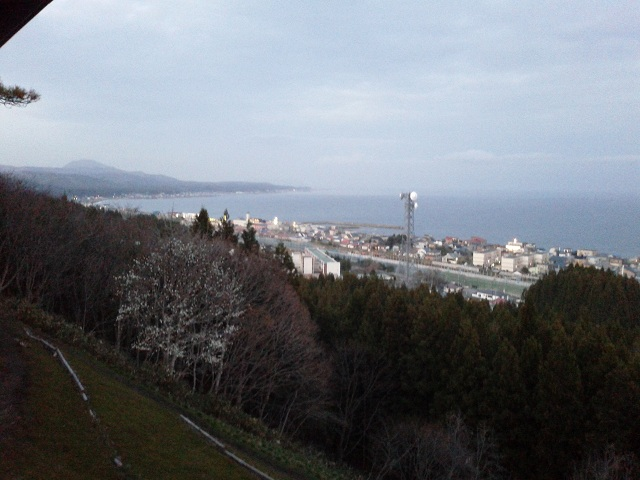
木古内町中心部

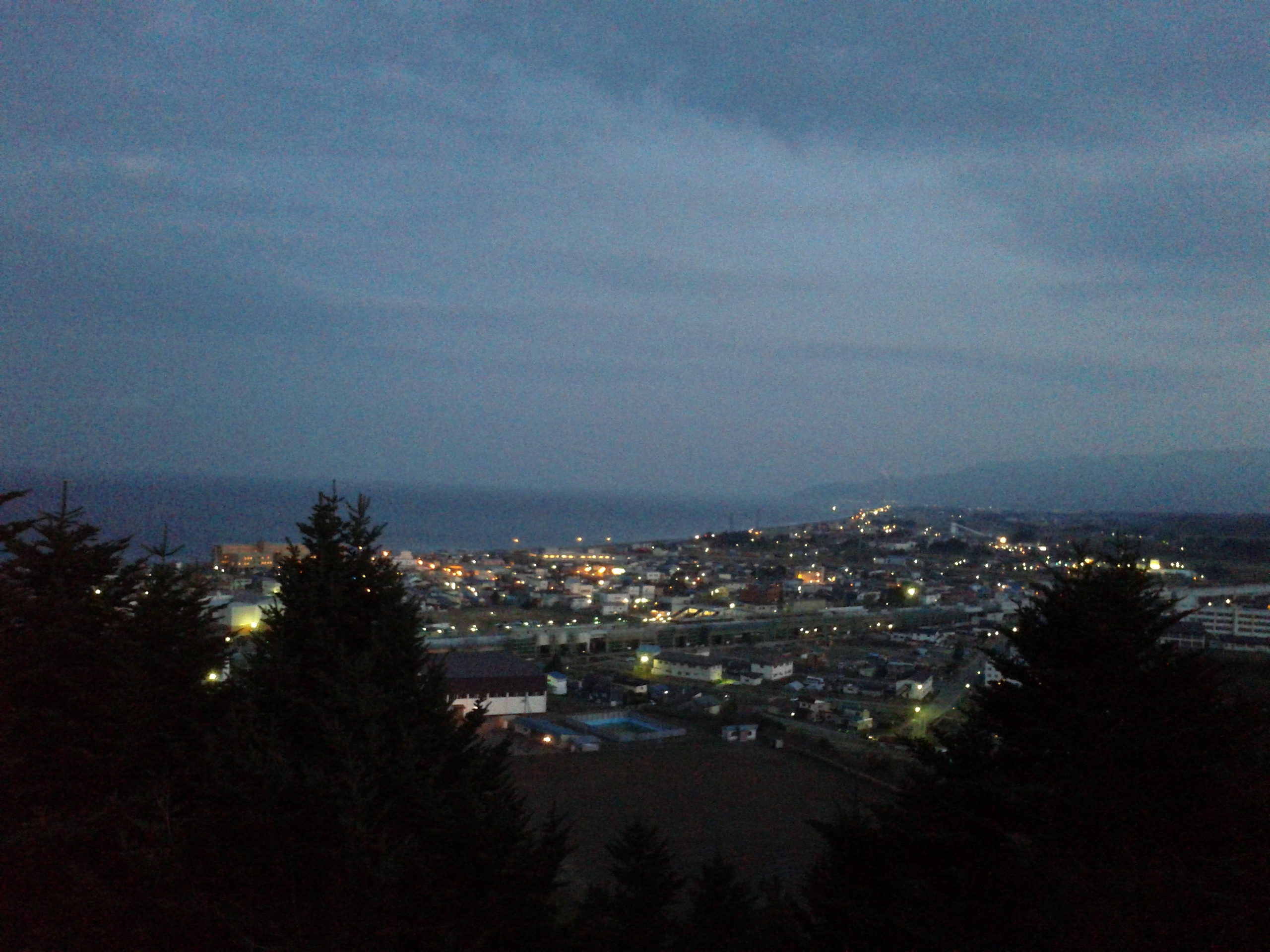
木古内町中心部

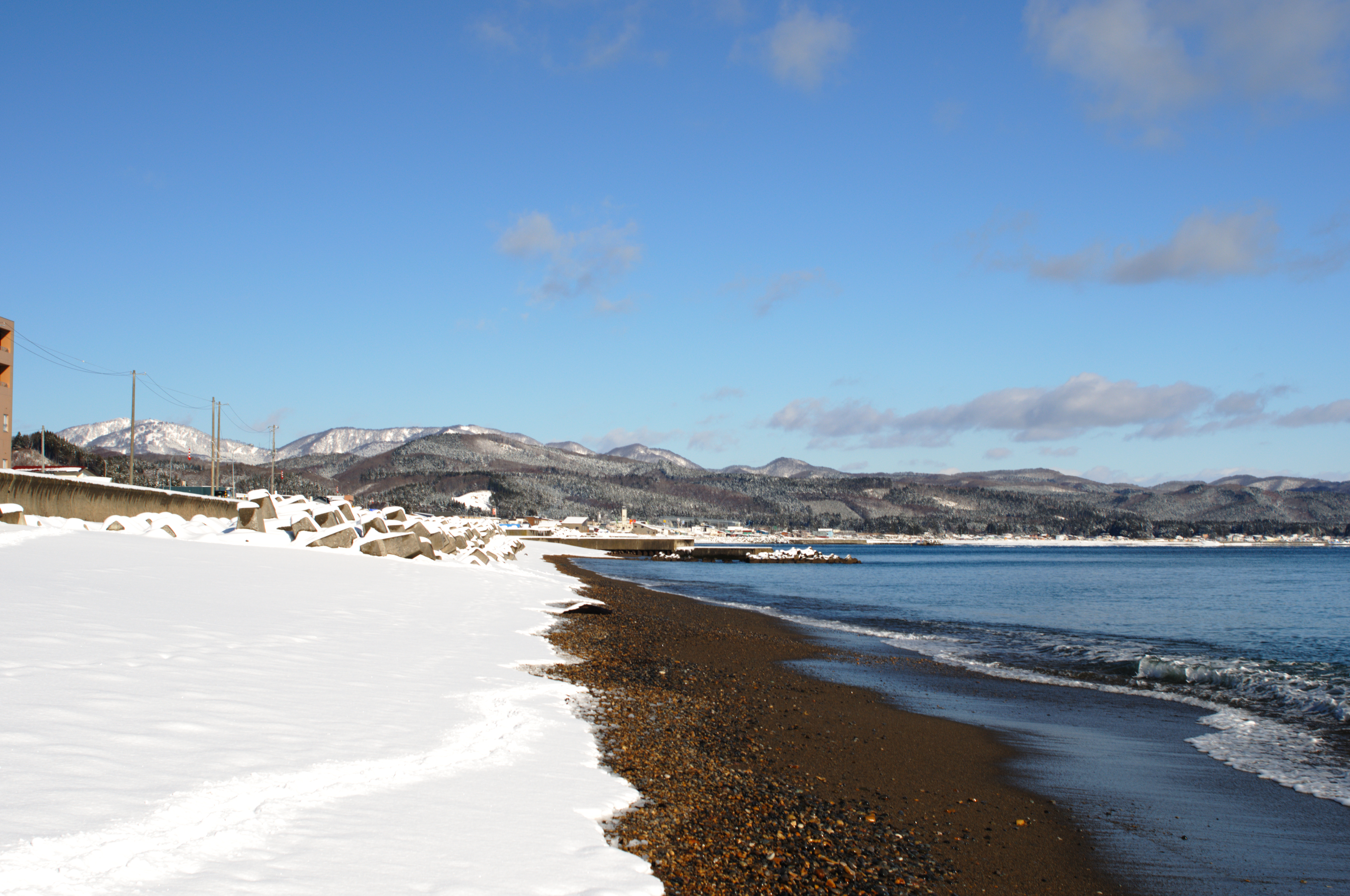
木古内町の海岸

木古内町（きこないちょう）は、北海道渡島総合振興局中部にある町。

## 概要

### 町名の由来
アイヌ語に由来し、現在の木古内川から名づけられた。
一説には、干満の差が激しく、満潮時に潮が川を逆流することから「リリオナイ（リロナイ）」（波・入れる・川：潮の差し入る川）と呼ばれたためとされる。

## 地理
渡島管内、渡島半島南西部に位置。南部は津軽海峡に面し、北部は山岳。木古内市街地のわずかな平野部を除いて、ほとんどは山岳・丘陵地帯。
江戸時代から交通の要所で、沿岸に沿って北海道新幹線、国道228号、道南いさりび鉄道線が走る。青函トンネル及び海峡線開通後、木古内駅は特急停車駅となり、2016年3月26日には北海道新幹線が開業した。

### 地形

#### 山地
主な山
- 桂岳(734m)

#### 河川
主な川
- 瓜谷川
- 大釜谷川
- 大平川
- 亀川
- 木古内川
- 幸連川
- 佐女川
- 建有川
- 中野川

#### 湖沼
主な湖

### 気候
ケッペンの気候区分では西岸海洋性気候に属するが、冬は積雪が多く「特別豪雪地帯」に指定されている。
| 木古内（1991年 - 2020年）の気候    | 木古内（1991年 - 2020年）の気候 | 木古内（1991年 - 2020年）の気候 | 木古内（1991年 - 2020年）の気候 | 木古内（1991年 - 2020年）の気候 | 木古内（1991年 - 2020年）の気候 | 木古内（1991年 - 2020年）の気候 | 木古内（1991年 - 2020年）の気候 | 木古内（1991年 - 2020年）の気候 | 木古内（1991年 - 2020年）の気候 | 木古内（1991年 - 2020年）の気候 | 木古内（1991年 - 2020年）の気候 | 木古内（1991年 - 2020年）の気候 | 木古内（1991年 - 2020年）の気候 |
| 月                                 | 1月                             | 2月                             | 3月                             | 4月                             | 5月                             | 6月                             | 7月                             | 8月                             | 9月                             | 10月                            | 11月                            | 12月                            | 年                              |
| ---------------------------------- | ------------------------------- | ------------------------------- | ------------------------------- | ------------------------------- | ------------------------------- | ------------------------------- | ------------------------------- | ------------------------------- | ------------------------------- | ------------------------------- | ------------------------------- | ------------------------------- | ------------------------------- |
| 最高気温記録 °C （°F）             | 11.6 (52.9)                     | 15.5 (59.9)                     | 16.7 (62.1)                     | 25.4 (77.7)                     | 30.4 (86.7)                     | 29.8 (85.6)                     | 34.2 (93.6)                     | 34.1 (93.4)                     | 32.5 (90.5)                     | 27.5 (81.5)                     | 23.4 (74.1)                     | 16.9 (62.4)                     | 34.2 (93.6)                     |
| 平均最高気温 °C （°F）             | 0.9 (33.6)                      | 1.7 (35.1)                      | 5.5 (41.9)                      | 11.4 (52.5)                     | 15.9 (60.6)                     | 18.8 (65.8)                     | 22.7 (72.9)                     | 25.1 (77.2)                     | 22.9 (73.2)                     | 17.0 (62.6)                     | 9.9 (49.8)                      | 3.1 (37.6)                      | 12.9 (55.2)                     |
| 日平均気温 °C （°F）               | −2.3 (27.9)                     | −1.8 (28.8)                     | 1.5 (34.7)                      | 6.7 (44.1)                      | 11.4 (52.5)                     | 15.1 (59.2)                     | 19.4 (66.9)                     | 21.6 (70.9)                     | 18.3 (64.9)                     | 12.0 (53.6)                     | 5.6 (42.1)                      | −0.2 (31.6)                     | 8.9 (48)                        |
| 平均最低気温 °C （°F）             | −5.7 (21.7)                     | −5.4 (22.3)                     | −2.6 (27.3)                     | 1.8 (35.2)                      | 7.1 (44.8)                      | 11.8 (53.2)                     | 16.7 (62.1)                     | 18.5 (65.3)                     | 14.0 (57.2)                     | 7.1 (44.8)                      | 1.5 (34.7)                      | −3.4 (25.9)                     | 5.1 (41.2)                      |
| 最低気温記録 °C （°F）             | −14.9 (5.2)                     | −15.6 (3.9)                     | −14.1 (6.6)                     | −9.1 (15.6)                     | −0.9 (30.4)                     | 3.5 (38.3)                      | 7.6 (45.7)                      | 9.6 (49.3)                      | 3.2 (37.8)                      | −1.1 (30)                       | −7.9 (17.8)                     | −13.0 (8.6)                     | −15.6 (3.9)                     |
| 降水量 mm （inch）                 | 96.9 (3.815)                    | 79.8 (3.142)                    | 72.7 (2.862)                    | 76.1 (2.996)                    | 87.4 (3.441)                    | 87.7 (3.453)                    | 132.7 (5.224)                   | 159.9 (6.295)                   | 153.8 (6.055)                   | 110.2 (4.339)                   | 122.4 (4.819)                   | 120.8 (4.756)                   | 1,293 (50.906)                  |
| 平均降水日数 （≥1.0 mm）           | 19.3                            | 16.5                            | 14.7                            | 9.8                             | 10.4                            | 7.9                             | 9.6                             | 9.7                             | 11.1                            | 12.6                            | 15.6                            | 20.1                            | 156.6                           |
| 平均月間日照時間                   | 85.7                            | 97.8                            | 158.7                           | 194.8                           | 192.1                           | 150.4                           | 123.3                           | 149.2                           | 165.8                           | 165.1                           | 103.8                           | 80.7                            | 1,667.4                         |
| 出典1：Japan Meteorological Agency |                                 |                                 |                                 |                                 |                                 |                                 |                                 |                                 |                                 |                                 |                                 |                                 |                                 |
| 出典2：気象庁                      |                                 |                                 |                                 |                                 |                                 |                                 |                                 |                                 |                                 |                                 |                                 |                                 |                                 |

### 隣接している自治体
渡島総合振興局
- 北斗市
- 上磯郡知内町

檜山振興局
- 檜山郡上ノ国町
- 檜山郡厚沢部町

### 人口
| |                                          |  |
| 木古内町と全国の年齢別人口分布（2005年） | 木古内町の年齢・男女別人口分布（2005年） |  |
| ■紫色 ― 木古内町 ■緑色 ― 日本全国 | ■青色 ― 男性 ■赤色 ― 女性                |  |
| 木古内町（に相当する地域）の人口の推移 \| 1970年（昭和45年） \| 10,401人 \| \| \| 1975年（昭和50年） \| 10,034人 \| \| \| 1980年（昭和55年） \| 9,514人 \| \| \| 1985年（昭和60年） \| 8,916人 \| \| \| 1990年（平成2年） \| 7,826人 \| \| \| 1995年（平成7年） \| 7,171人 \| \| \| 2000年（平成12年） \| 6,665人 \| \| \| 2005年（平成17年） \| 6,024人 \| \| \| 2010年（平成22年） \| 5,342人 \| \| \| 2015年（平成27年） \| 4,547人 \| \| \| 2020年（令和2年） \| 3,832人 \| \| |                                          |  |
| 総務省統計局 国勢調査より |                                          |  |
| 1970年（昭和45年） | 10,401人                                 |  |
| 1975年（昭和50年） | 10,034人                                 |  |
| 1980年（昭和55年） | 9,514人                                  |  |
| 1985年（昭和60年） | 8,916人                                  |  |
| 1990年（平成2年） | 7,826人                                  |  |
| 1995年（平成7年） | 7,171人                                  |  |
| 2000年（平成12年） | 6,665人                                  |  |
| 2005年（平成17年） | 6,024人                                  |  |
| 2010年（平成22年） | 5,342人                                  |  |
| 2015年（平成27年） | 4,547人                                  |  |
| 2020年（令和2年） | 3,832人                                  |  |

## 歴史

### 沿革
江戸以前
- 1433年（嘉吉3年）：この頃までに和人が来住。
- 1457年（康正3年）：コシャマインの乱。道南十二館のひとつ中野館が落城。
- 1624年（寛永元年）：「リル・オ・ナイ」または「リコナイ」というアイヌ語が転化して木古内とつけられた。
- 1799年（寛政11年）：幕府の直轄地となる。
- 1831年（天保2年）：佐女川神社のみそぎ祭りが始まったと伝えられる。

明治以降
- 1869年（明治2年）：箱館戦争の舞台となる。大鳥圭介が指揮をとった。
- 1871年（明治4年）：咸臨丸、サラキ岬で遭難。
- 1874年（明治7年）：木古内郵便局が開局。
- 1879年（明治12年）：木古内、泉沢、札苅3村戸長役場を設置。
- 1885年（明治18年）：庄内藩士が鶴岡に集団移住。
- 1902年（明治35年）：上磯郡木古内村、釜谷村、泉沢村、札苅村（さつかり）が合併。二級町村制により、上磯郡木古内村となる。
- 1919年（大正8年）：一級町村制。
- 1930年（昭和5年）：江差線上磯-木古内間が開通。
- 1936年（昭和11年）：江差線木古内-江差間が開通。
- 1937年（昭和12年）：松前線木古内-渡島知内間が開通。
- 1942年（昭和17年）：町制施行、木古内町となる。
- 1949年（昭和24年）：木古内町大火。214戸が焼失。
- 1957年（昭和32年）：木古内町大火。167戸が焼失。
- 1988年（昭和63年）：松前線廃線。津軽海峡線が開業。青森県蟹田町（現在の外ヶ浜町）と姉妹都市を締結。
- 1989年（平成元年）：山形県鶴岡市と姉妹都市盟約を締結。
- 2014年（平成26年）：江差線木古内 - 江差間が廃止。
- 2016年（平成28年）：北海道新幹線が開業。江差線を引き継ぎ、道南いさりび鉄道が発足。
- 2022年（令和4年）：函館江差自動車道木古内インターチェンジが開通。
- 2024年（令和6年）：町内でアイアンマンレースが開催（アイアンマンジャパンみなみ北海道大会のフィニッシュ地点となる）[4]。

## 施設

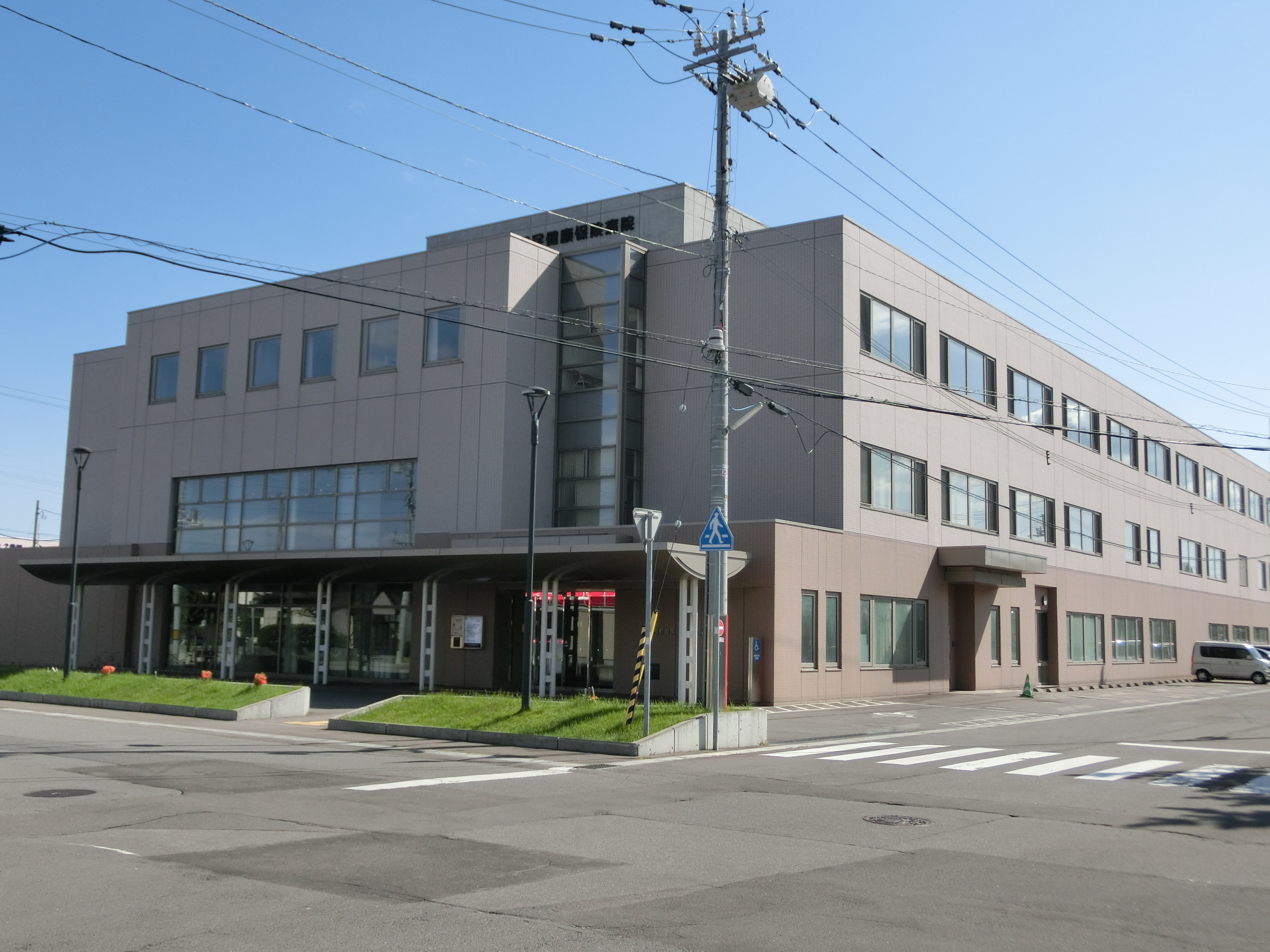
木古内町国民健康保険病院

### 警察
警察署
- 北海道函館方面木古内警察署[5]

駐在所
- 泉沢駐在所（上磯郡木古内町字泉沢159-2）

### 消防
消防署
- 木古内消防署（上磯郡木古内町大平27-11）

### 医療
主な病院
- 木古内町国民健康保険病院

### 郵便局
主な郵便局
- 木古内郵便局（集配局）

## 対外関係

### 姉妹都市･提携都市

#### 国内
- 外ヶ浜町（東北地方 青森県 東津軽郡）
  - 1988年（昭和63年）3月31日 - 旧蟹田町と姉妹都市提携。
- 鶴岡市（東北地方 山形県）
  - 1989年（平成元年）4月27日 - 姉妹都市提携。

## 経済
現在の基幹産業は漁業、農業、畜産など。かつては林業も盛んで木古内駅周辺に木材加工業者が集積していたほか、簡易裁判所、検察庁、法務局出張所、営林署、保健所、函館機関区木古内支区などが立地し官公庁の拠点都市でもあった。

### 漁業
- 木古内漁港
  - 釜谷地区
  - 泉沢地区
  - 札苅地区

### 農協・漁協
- 新函館農業協同組合（JA新はこだて）木古内支店
- 上磯郡漁業協同組合木古内支所

### 宅配便
- ヤマト運輸：函館主管支店木古内センター
- 佐川急便：函館営業所（函館市）
- 日本通運：函館支店自動車営業課（函館市）

## 情報通信

### マスメディア

#### 新聞社
- 北海道新聞社 木古内支局
- 函館新聞社 木古内支局

## 教育

### 高等学校
道立
- 北海道木古内高等学校（2010年度より生徒募集停止、2011年度を以って閉校、廃校）

#### 中学校
町立
- 木古内町立木古内中学校

### 小学校
町立
- 木古内町立木古内小学校
- 木古内町立鶴岡小学校（2010年度閉校、廃校）

## 交通

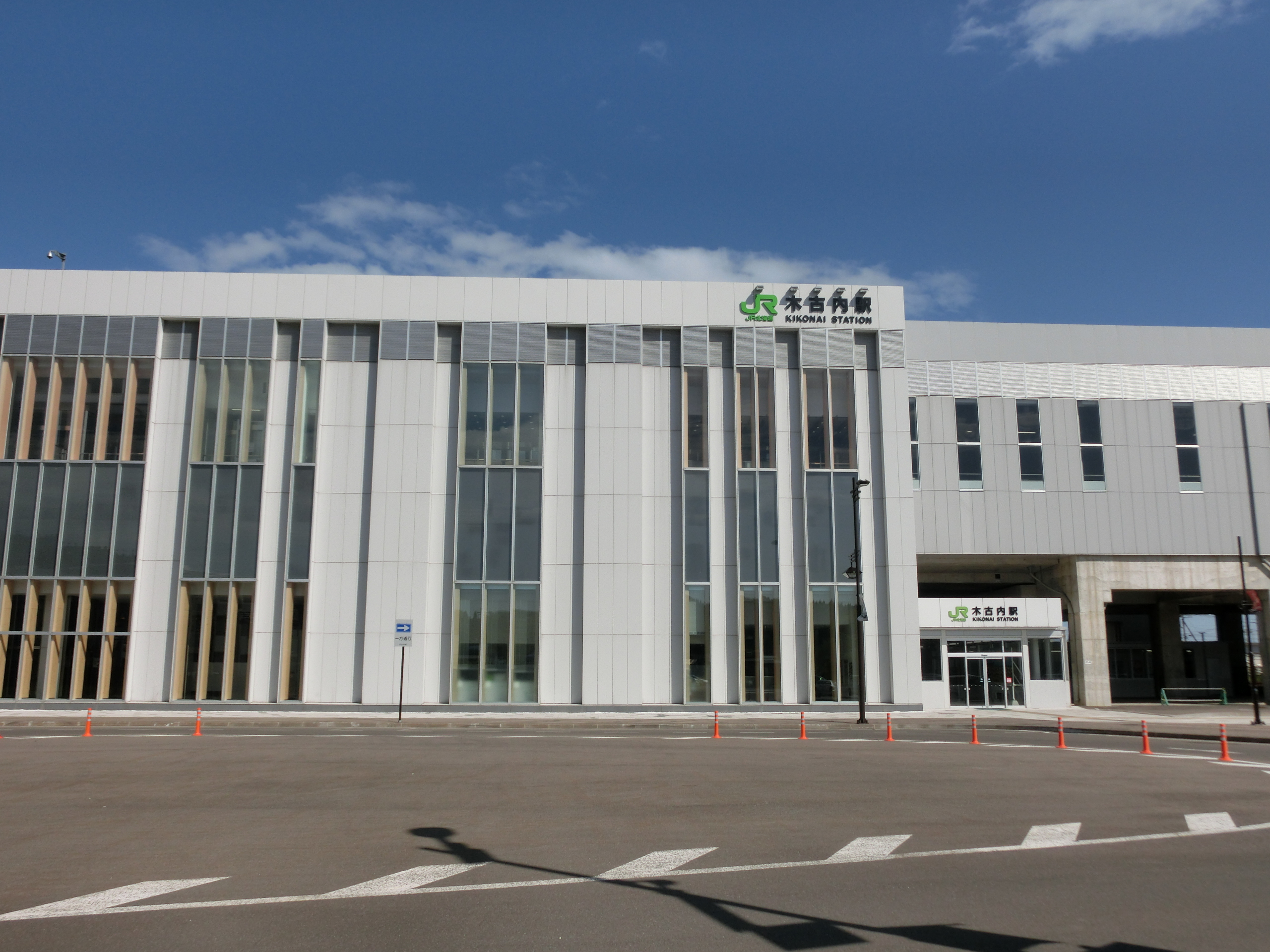
木古内駅

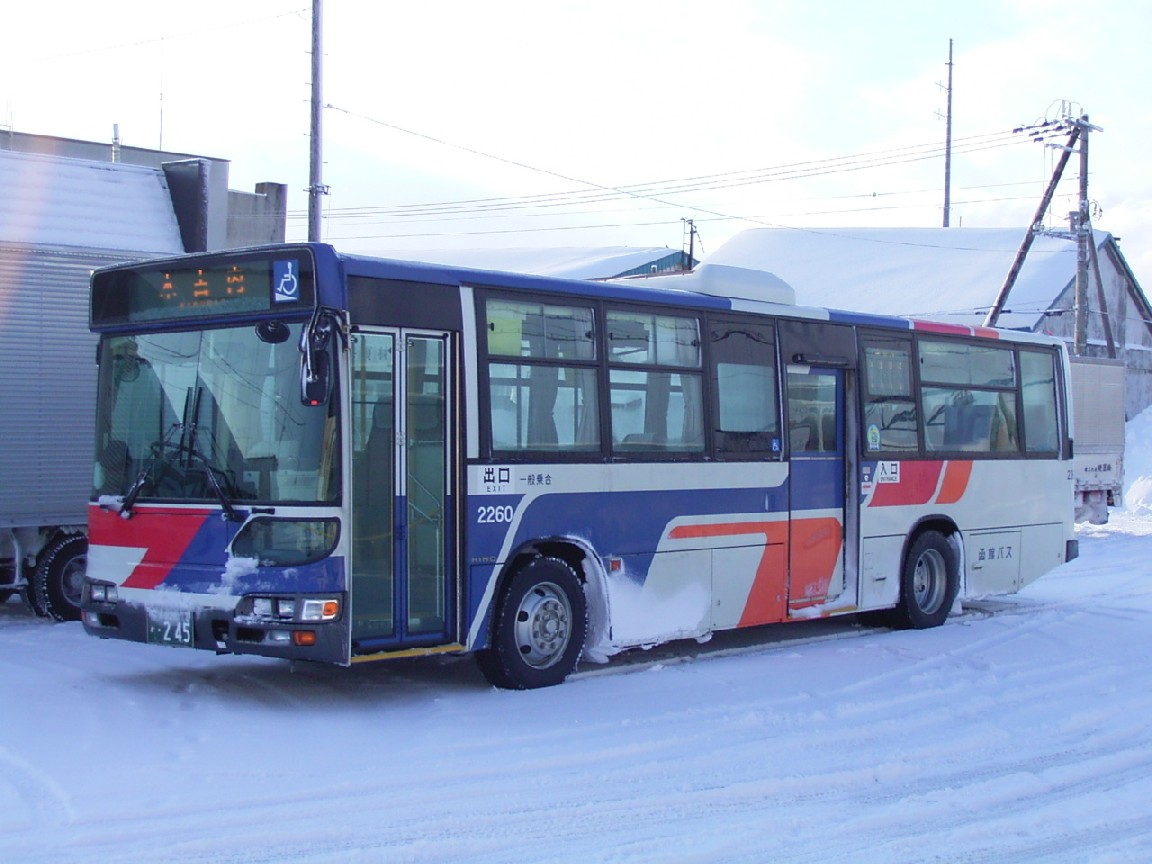
函館バスの車両

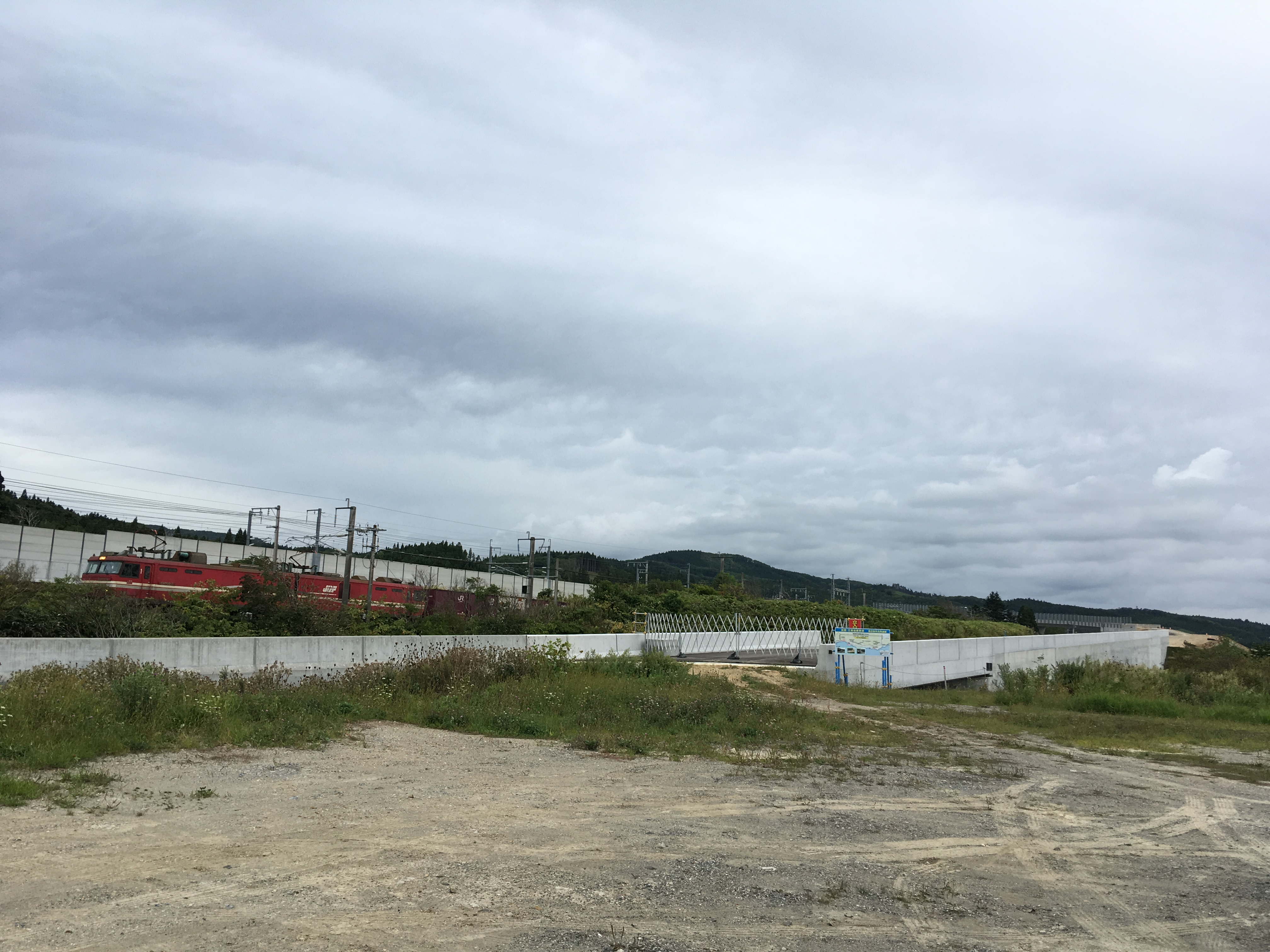
建設中の木古内IC出入口

### 鉄道
中心となる駅：木古内駅

#### 新幹線
北海道旅客鉄道（JR北海道）
- 北海道新幹線：木古内駅

#### 鉄道路線
北海道旅客鉄道（JR北海道）
- ■海峡線：木古内駅

道南いさりび鉄道
- ■道南いさりび鉄道線：木古内駅 - 札苅駅 - 泉沢駅 - 釜谷駅

#### 廃線
かつては松前線が分岐していたが、 1988年（昭和63年）2月1日に廃止された。また、江差線は木古内駅から江差駅まで営業しており、町内に渡島鶴岡駅、吉堀駅が設置されていたが、2014年（平成26年）5月12日に廃止された。

### バス

#### 路線バス
- 函館バス

### タクシー
松前圏のエリアに属する。
タクシー会社
- 北光ハイヤー

### 道路

#### 高速道路
- E59 函館江差自動車道（一般国道自動車専用道路（B））
  - 木古内IC

#### 国道
- 国道228号

#### 道道
主要地方道
- 北海道道5号江差木古内線

一般道道
- 北海道道383号木古内停車場線
- 北海道道605号中野木古内停車場線

## 観光

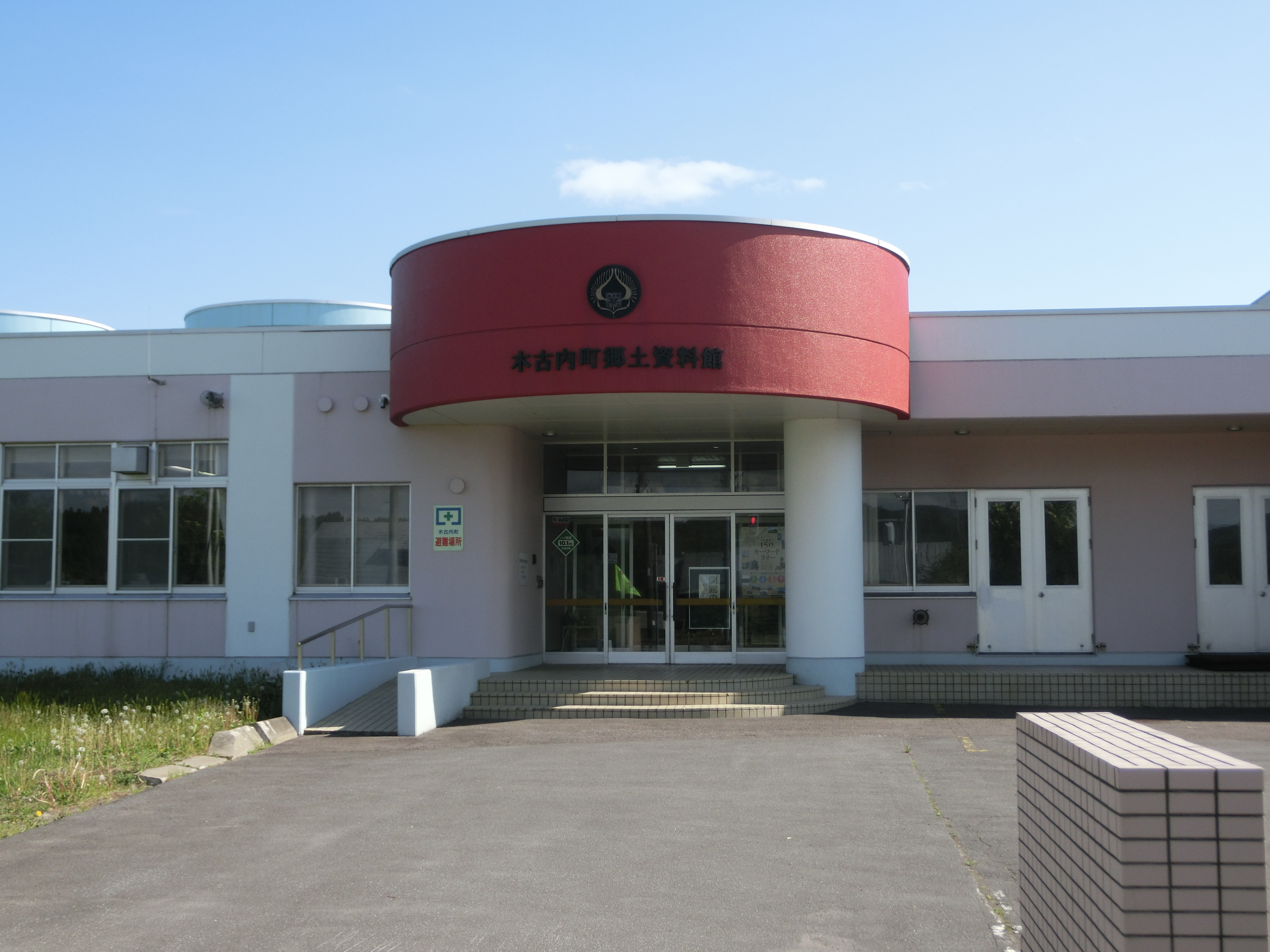
木古内町郷土資料館

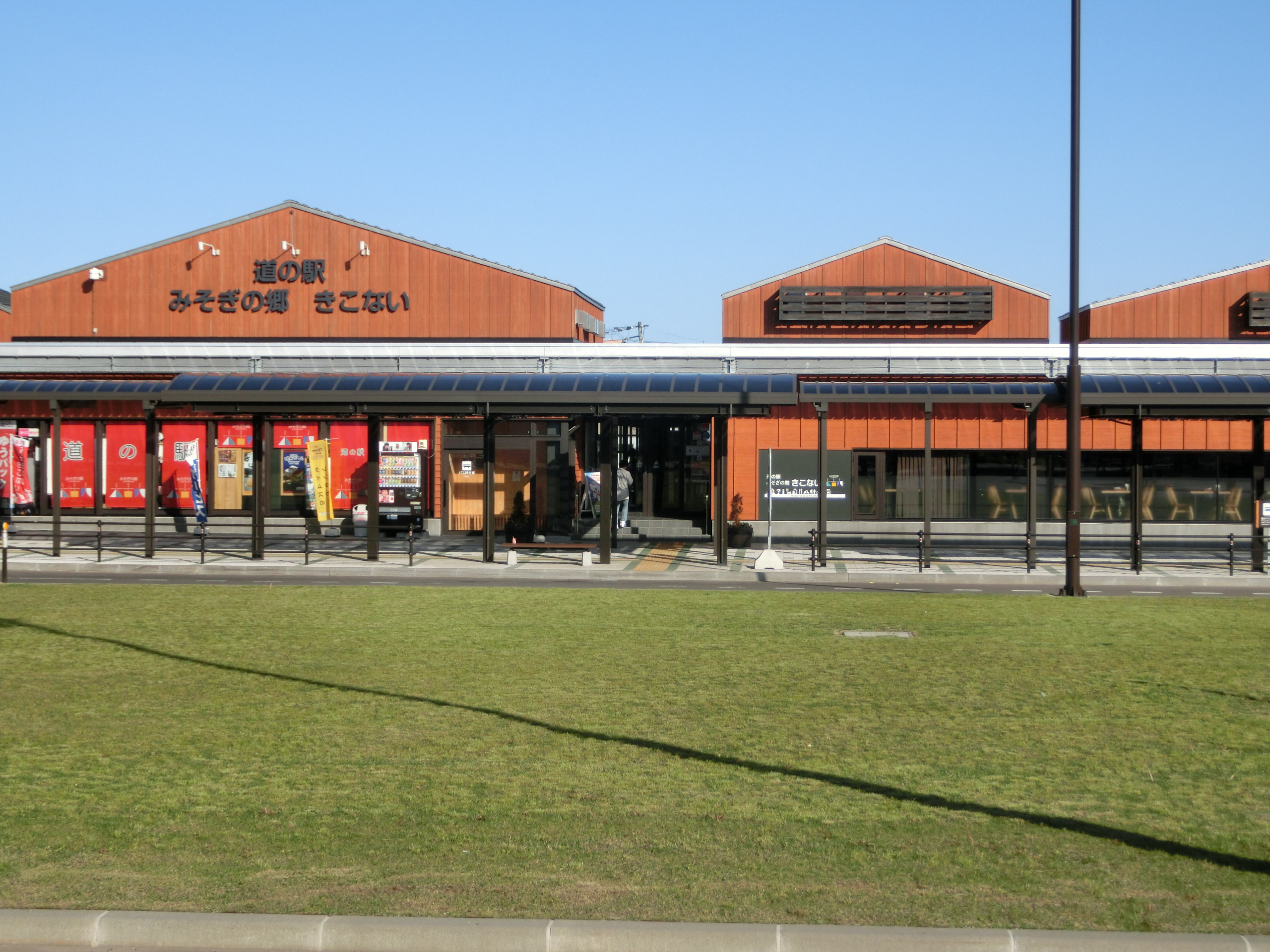
道の駅みそぎの郷 きこない

### 名所･旧跡
主な城郭
- 中野館 - 道南十二館の1つ。

主な寺院
- 禅燈寺

主な神社
- 佐女川神社

### 観光スポット
- 道の駅みそぎの郷 きこない
- サラキ岬
- 札苅村上芝桜園
- 道南トロッコ鉄道 - 江差線廃線跡を利用
- 木古内町郷土資料館「いかりん館」
- きこないビュウ温泉 のとや

## 文化･名物

### 祭事･催事
- 木古内町寒中みそぎ祭り - 佐女川神社などで毎年1月に寒中でおこなわれる水行。「みそぎ行事」として町の文化財に指定されている。
- きこない咸臨丸まつり - 毎年8月15日、16日に開催。1871年にサラキ岬沖で座礁沈没した咸臨丸を顕彰するまつり。咸臨丸太平洋横断時乗組員の子孫が毎年参加している。

## 出身・関連著名人
- 乗木新一郎（環境学者、北海道大学名誉教授）
- 吉田一穂（詩人、評論家、童話作家）
- 禊鳳英二（元力士）
- 黒川明（税理士）
- 港浩一（フジテレビジョン 元代表取締役社長、元プロデューサー）